# Sabotage (musikalbum)
Sabotage är heavy metal-bandet Black Sabbaths sjätte studioalbum, utgivet den 28 juli 1975. Albumet började spelas in i början av 1975, men kom alltså inte att släppas förrän sommaren samma år. Det var den dittills längsta tid gruppen tagit på sig för att spela in ett album. På det föregående albumet, Sabbath Bloody Sabbath (1973), hade gruppen börjat experimentera mycket med sin musik, och detta fortsatte man med på Sabotage. Tony Iommi lade in keyboardpartier samt körarrangemang, i synnerhet på låten "Supertzar". Låten "Am I Going Insane (Radio)" är noterbar då den inte innehåller något gitarriff utan istället är uppbyggd kring en syntslinga. Låten "Symptom of the Universe" anses vara en föregångare till stilen thrash metal.
Efter och även under inspelningarna av detta album började sprickor på allvar uppstå mellan medlemmarna i gruppen. De hade också ekonomiska bekymmer då de kom underfund med att deras manager blåste dem på pengar och tillbringade mycket tid i domstolsförhandlingar under inspelningsperioden.

## Låtförteckning
Alla låtar är skrivna av Geezer Butler, Tony Iommi, Ozzy Osbourne, Bill Ward.
| 1. | Hole in the Sky                       | 4:00 |
| 2. | Don't Start (Too Late) (Instrumental) | 0:49 |
| 3. | Symptom of the Universe               | 6:29 |
| 4. | Megalomania                           | 9:46 |

| 5. | The Thrill of It All                           | 5:56 |
| 6. | Supertzar (Instrumental with vocalising choir) | 3:44 |
| 7. | Am I Going Insane (Radio)                      | 4:17 |
| 8. | The Writ                                       | 8:46 |

I slutet av låten "The Writ" finns ett dolt spår, "Blow on a Jug".

## Medverkande
- Ozzy Osbourne – sång
- Tony Iommi – gitarr
- Geezer Butler – elbas
- Bill Ward – trummor och sång.

Andra medverkande
- Gerald Woodruffe – keyboards
- Will Malone – arrangemang för engelsk kammarkör

## Listplaceringar
| Lista (1975)   | Position            |
| -------------- | ------------------- |
| Danmark        | 14 (DR "Top 20")    |
| Kanada         | 29 (RPM)            |
| Norge          | 6 (VG-lista)        |
| Nya Zeeland    | 33                  |
| Storbritannien | 7 (UK Albums Chart) |
| Sverige        | XX* (Kvällstoppen)  |
| USA            | 28 (Billboard 200)  |
| Västtyskland   | 44                  |
| Österrike      | 9                   |